# Међународни фестивал подводног филма и фотографије
Међународни фестивал подводног филма и фотографије одржава се у Панчеву, у Поп Лукиној 4.

## Фестивал
Међународни фестивал подводног филма и фотографије традиционална је манифесација на којој се приказују шаренолика остварења кинематографска и фотографска како аматера тако и професионалних фотографа и сниматеља широм света. Материјали су снимани у рекама, језерима, морима, океанима. Одржава се од 20. до 27. марта. Радови се излажу у просторима Културног центра Панчева.